# آتاناسیا تسوملکا
آتاناسیا تسوملکا (یونانی: Αθανασία Τσουμελέκα؛ زادهٔ ۲ ژانویهٔ ۱۹۸۲) دونده اهل یونان است.
از افتخارات وی میتوان به کسب مدال طلا ۲۰ کیلومتر پیاده‌روی سرعت در بازی‌های المپیک تابستانی ۲۰۰۴ اشاره کرد.